# مقصدهای پروازی ایر ایندیا
مقصدهای پروازی ایر ایندیا به شرح زیر است: